# أنور أبو دراغ
عازف الجوزة أنور أبو دراغ ولد في بغداد عام 1970

## السيرة الذاتية
حصل على دبلوم في الموسيقى من معهد الدراسات الموسيقية في بغداد مع مرتبة الشرف. حصل في عام 1995 على درجة بكالوريوس في الموسيقى من كلية الفنون الجميلة، جامعة بغداد.
درس لمدة عامين في أكاديمية آرثر دي غريف في بروكسل - بلجيكا.كان للموسيقار الراحل منير بشير والموسيقار نصير شمه الدور الكبير في تكوينه الموسيقي حينما عمل أبو دراغ في فرقه البيارق عام 1986 والتي اسسها الفنان منير بشير واشرف عليها الفنان نصير شمه.
عمل الفنان أبو دراغ كمعيد في معهد الدراسات الموسيقيه وأيضا في مدرسه الموسيقى والباليه في بغداد
عمل استاذا للموسيقى العربيه في المركز الثقافي العربي في بروكسل وشارك في العديد من المهرجانات العربية والدولية في بلجيكا، وهولندا، ألمانيا، فرنسا، إسبانيا، إيطاليا، البرتغال، الدنمارك، السويد، اليونان , تشيكيا، أستراليا. الأردن ومصر ودول الإمارات العربية المتحدة، لبنان، الجزائر، عمان. يعمل أبو دراغ حاليا على خلق رؤية جديدة للمقام العراقي على أساس جذور الموسيقى الكلاسيكية الأصيلة وهو حاليا مدير مدرسة مقامات للموسيقى العربية والمقام العراقي، في بلجيكا.
أبو دراغ، الذي درس العزف على آلة الجوزة، التي يعود تاريخها إلى العهد البابلي، في معهد الدراسات النغمية ومن ثم نظريات الموسيقى في كلية الفنون الجميلة ببغداد، له تجارب جريئة في العزف والغناء مع فرقة الفلامنكو الإسبانية، وكذلك مع فرق موسيقية أسترالية، وهو يصف تجربته الأخيرة قائلا: «كانت تجربة العزف مع موسيقيين أستراليين، وقبلها مع إسبانيين، ناجحة ورائعة بالوقت نفسه، فأنت تسمع وترى فنانين من بلد بعيد مثل أستراليا وهم يغنون ويعزفون تراث بلدك، هذا اللون الغنائي العراقي العربي الأصيل يمتد بعمقه إلى العصر العباسي؛ حيث كانت فرحتهم أكبر وهم يغنون ويعزفون ويكتشفون لأول مرة أسرار هذه المقامات والأوزان المختلفة التي ترافق الأغاني بعد المقام، والتي تسمى البستات».